# Diedrops aenigma
Diedrops aenigma är en tvåvingeart som beskrevs av Wayne N. Mathis och Wirth 1976. Diedrops aenigma ingår i släktet Diedrops och familjen vattenflugor. Inga underarter finns listade i Catalogue of Life.